# موسى مورينو
موسى مورينو (بالإنجليزية: Moses Moreno)‏ هو لاعب كرة قدم أمريكية أمريكي، ولد في 5 سبتمبر 1975 في تشولا فيستا في الولايات المتحدة.

## وصلات خارجية
- موسى مورينو على موقع مرجع كرة القدم المحترفة.كوم (الإنجليزية)